# Centropus superciliosus
El cucal cejiblanco, cucal de cejas blancas o cucal ceja blanca (Centropus superciliosus) es una especie de ave cuculiforme de la familia Cuculidae que vive en África y el suroeste de Arabia. 

## Distribución y hábitat
Se extiende por el África Oriental y Austral, así como en las zonas costeras del suroeste de Arabia. Habita en sabanas y zonas de matorral, incluidas las regiones costeras y de montaña.

## Taxonomía
Se reconocen tres subespecies:
- Centropus superciliosus loandae (Grant, 1915);
- Centropus superciliosus sokotrae (Grant, 1915);
- Centropus superciliosus superciliosus (Hemprich y Ehrenberg, 1829).

Se reconocía una subespecie más en el sur, Centropus superciliosus burchellii, pero recientemente se ha separado en una nueva especie, el cucal de Burchell (Centropus burchelli).